# Толуковичі
Толуко́вичі — село в Україні, в Яворівському районі Львівської області. Населення становить 22 особи. Орган місцевого самоврядування - Шегинівська сільська рада.